# Happy Feet

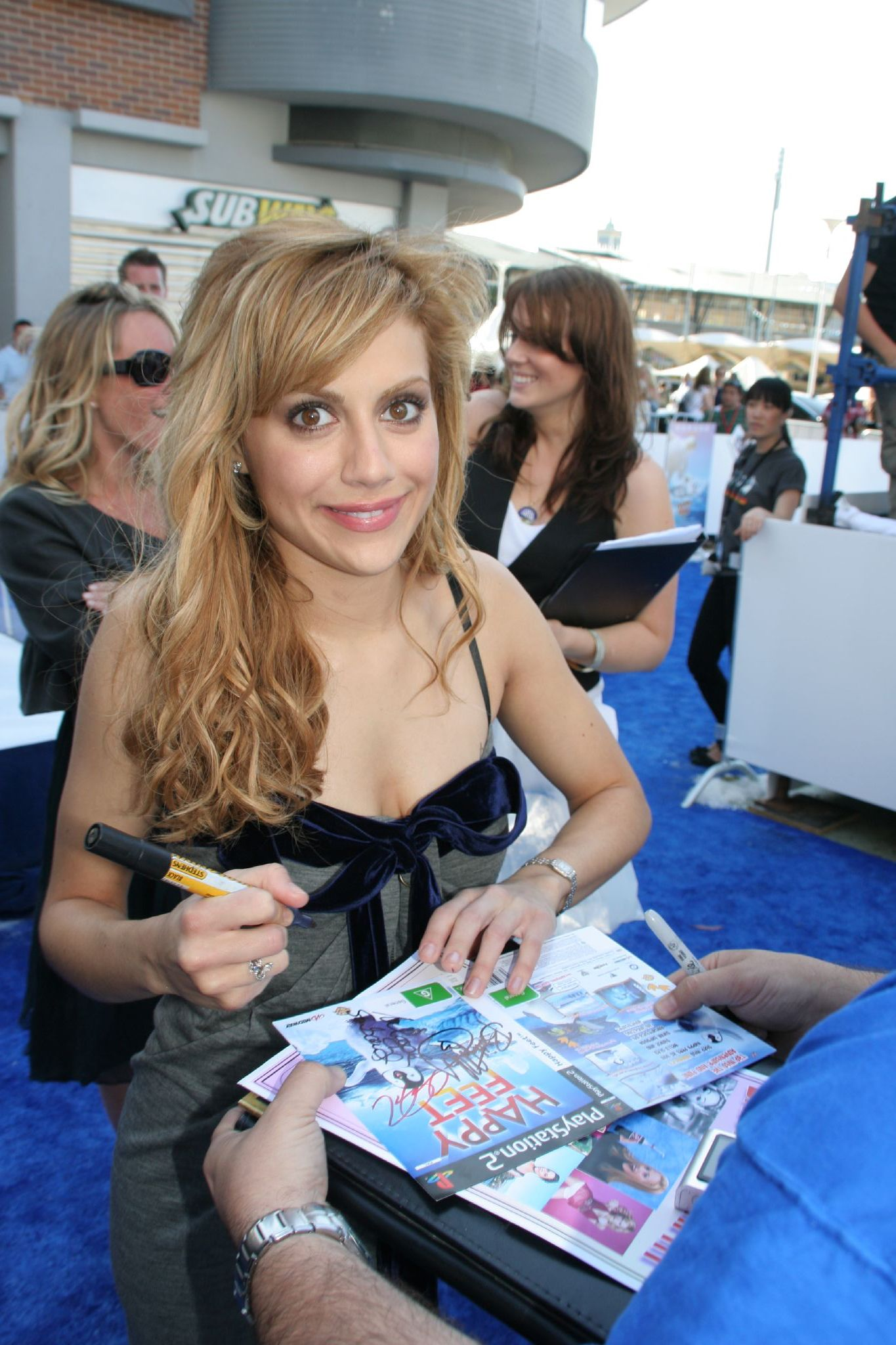
Brittany Murphyová na premiéře Happy Feet.

Happy Feet je počítačově animovaný film režírovaný Georgem Millerem, který se také podílel na scénáři. Producentem je studio Animal Logic pro Warner Bros., Village Roadshow Pictures a Kingdom Feature Productions. V Severní Americe měl premiéru 17. listopadu 2006, v České republice se promítal od 7. prosince téhož roku. Zároveň byla vydána verze pro IMAX 2D formát, o 3D se uvažovalo, ale nakonec se kvůli napjatým financím záměr neprovedl. 108 minut dlouhý Happy Feet získal Oskara za nejlepší animovaný snímek a nominaci na Annie Award ve stejné kategorii.

## Obsazení
Ačkoli jde o film animovaný, ve filmu se v některých scénách objevují živí herci. Hlasy hlavním hrdinům mezi jinými propůjčili Elijah Wood (Mambo), Brittany Murphyová (Glorie), Robin Williams (Ramon, Lovelace), Nicole Kidman (Norma Jean), Hugh Jackman (Memphis) a Steve Irwin (Trev).

## Děj
Film začíná v Antarktidě záběrem na skupinu zpívajících tučňáků královských, kde se setkají a zamilují Memphis a Norma. Později Norma předává nakladené vejce svému manželovi a odchází s ostatními tučňáčími samicemi lovit ryby. Memphis má důležité poslání chránit vejce. Když s ostatními samci čelí sněhové bouři, udělá však velkou chybu, že vejce upustí.
Nastává doba líhnutí mláďat. Ovšem Memphisovo mládě – Mumble („Mambo“) neobvykle hopsá a třese nožkama. Když se samičky vrátí, Norma je se synem spokojená ale Memphis je nervózní. Ve škole jednou paní učitelka vysvětluje, že nejdůležitější vlastnost, kterou musí tučňák ovládat, je umět zpívat aby získal srdce své samičky. Zpívat píseň, na kterou sám přijde. Mumble je ovšem jediný žák, kterému nejde zpívat.
Když jednou odejde stranou od ostatních tučňáků a tančí, napadnou ho chaluhy. Mumble si všimne, že jedna z nich má na noze žlutý náramek. Chaluha mu vysvětlí, že ho chytili vetřelci, čímž myslí lidi. Mumblovi se podaří uniknout, když na něj ptáci zaútočí.
Tučňáci dospějí včetně Mumbleho, kterému zůstává šedé peří mláděte. Staří tučňáci, mezi nimi i Noah, kteří uctívají „nejvyššího tučňáka“ v něm vidí hrozbu a Mumbleho vrstevníci svého hopsacího člena neberou vážně. Mumble je zamilovaný do své spolužačky Glorie. Když ale všem znepříjemní slavnostní večer svým špatným zpěvem, je odehnán.
Další den Mumble potkává partu tučňáků kroužkových, když unikne tuleni leopardímu. Tučňáci ho následně zavedou do své kolonie. Když Mumble ve vodě spatří bagr, začne mít podezření o „vetřelcích“, jak se dozvěděl od chaluh. Jde se proto zeptat Lovelace, tučňáka skalního s plastovými kroužky okolo krku, jenž „ví všechno“. Lovelacovi se ale nezamlouvají Mumblovy otázky o vetřelcích. Řekne mu akorát, že potkal mytické bytosti, odkud má svůj „talisman“ (plastové kroužky).
Když se parta tučňáků kroužkových dozví, že Mumble neumí zpívat a že jedině zpěvem může zapůsobit na Glorii, rozhodnou se mu pomoci. Mumble se vrací do kolonie tučňáků královských, kde zrovna samci zpěvem balí Glorii. Ta ale o ně nemá zájem. Přichází Mumble, jenž předstírá, že zpívá, ale Glorii neoklame, neboť ta pozná, že ve skutečnosti zpíval menší tučňák kroužkový za ním. Když Glorie začne znovu zpívat, Mumbla napadne svými tanečními dovednostmi doprovázet zpěv Glorie. To se jí zalíbí a všichni okolní tučňáci se pustí do tance. Noahovi se to ale nelíbí a všechny okřikne, aby přestali. Obviňuje Mumbla, neboť si myslí že nedostatek ryb a hladomor, jenž jeho kolonie prožívá, zavinil on, že urazil nejvyššího tučňáka svým hopsáním a neobvyklostí. Mumble se snaží všem vysvětlit existenci neznámých „vetřelcích“ jenž na to mohou mít vliv. Mumblův otec Memphis přizná, že jeho syn hopsá jeho vinou, když ho ještě ve vejci upustil. Následně je Mumble vyhnán z kolonie.
Mumble si je ale jistý o existenci „vetřelců“ a hodlá je tak objevit a navázat s nimi kontakt. Vydává se proto se svojí partou tučňáků kroužkových za Lovelacem aby zjistil, jak je najít. Dorazí, když se Lovelace dusí plastovými kroužky na krku. Mumble se ho zeptá, kde to našel a Lovelace mu pomocí nedokonalých pohybových znaků řekne, že je to za oblastí rypoušů sloních a všichni se tam vydají. V cestě ho ale dohoní Glorie, která se ho snaží přemluvit aby mohla s Mumblem jít. Ten si ale není jistý a následně se po pár větách snaží vysvětlit, aby nebyla tak posedlá pýchou, čímž ji urazí a ona odchází. Po době cesty tučňáci dorazí na pláž rypoušů sloních, kteří je varují před „ničiteli“ (lidmi), jenž všechno zabíjejí. Tučňáci ale pokračují.
Jednoho dne, když se tučňáci probudí ze spánku, zjistí, že Lovelace chybí. Následně objevují opuštěnou lidskou základnu a v ní také Lovelace. Když mu jdou pomoci, napadne je ale dvojice kosatek. Během zápasu s kytovci se Lovelacovi uvolní z krku plastové kroužky. Následně se kosatky stáhnou, když přijíždí loď a tučňáci musí z místa zmizet. Když na vysoké ledové kře pozorují rybářské lodě, Mumble dá najevo, že chce ukončit krize s rybami, proto skočí do vody a pronásleduje lodě.
Mumble při cestě upadne do bezvědomí a probudí se v tučňáččím výběhu v Zoo. Zde taktéž na vlastní oči spatří „vetřelce“ – lidi. Snaží se jich zeptat, proč připravují tučňáky o ryby ale marně, neboť mu lidé nerozumí. Zanedlouho taktéž zhloupne a je závislý na rybách, které dostává od ošetřovatelů. Jednou k výběhu přijde malá holčička a začne ťukat do skla. Mumble na to ihned zareaguje svým tancem. To uvidí čím dál víc lidí a Mumble se jim hodně zalíbí.
Mumble se vrátí do své tučňáčí kolonie a snaží se všem říci, že kvůli lidem mají tučňáci málo ryb. Nikdo mu ale nevěří a Noah se stále domnívá, že je to nejvyšším tučňákem. Mumble má ale na zádech sledovací zařízení, jenž dokazuje, že lidi potkal. Všichni mu začnou věřit. Mumble tak přesvědčí ostatní, aby se pustili do tance. Memphis je zdrcený svými vztahy k synovi, ale ten ho povzbuzuje a roztančí ho, čímž ho uspokojí.
Zanedlouho se zařízení rozpípá a na místo přiletí helikoptéra s průzkumným týmem. Tučňáci začnou ihned tancovat, čímž na ně udělají dojem. Lidé si později uvědomí, že nadměrným rybolovem těmto ptákům škodí a nakonec se moudře rozhodnou zakázat rybolov v antarktických vodách.
V domovině tučňáků se později opět zvýší množství ryb a vše je tak napravené. Film končí záběrem na tančící kolonii tučňáků, včetně Noaha a Mumbla, který má nyní syna s Glorií.

## Pokračování
- Happy Feet 2 (2011)